# Михайло-Анновский сельский совет (Конотопский район)
Михайло-Анновский сельский совет (укр. Михайло-Ганнівська сільська рада) — входит в состав
Конотопского района
Сумской области
Украины.
Административный центр сельского совета находится в 
с. Михайло-Анновка
.

## Населённые пункты совета
- с. Михайло-Анновка
- с. Турутино
- с. Ульяновка
- с. Фесовка